# Diocesi di Umuarama
La diocesi di Umuarama (in latino: Dioecesis Umuaramensis) è una sede della Chiesa cattolica in Brasile suffraganea dell'arcidiocesi di Maringá. Nel 2022 contava 324.000 battezzati su 423.000 abitanti. È retta dal vescovo João Mamede Filho, O.F.M.Conv.

## Territorio
La diocesi comprende 29 comuni dello stato brasiliano del Paraná: Umuarama, Alto Paraíso, Alto Piquiri, Altônia, Brasilândia do Sul, Cafezal do Sul, Cianorte, Cidade Gaúcha, Cruzeiro do Oeste, Douradina, Esperança Nova, Francisco Alves, Guaporema, Icaraíma, Indianópolis, Iporã, Ivaté, Japurá, Maria Helena, Nova Olímpia, Perobal, Pérola, Rondon, São Jorge do Patrocínio, São Tomé, Tapejara, Tapira, Tuneiras do Oeste e Xambrê.
Sede vescovile è la città di Umuarama, dove si trova la cattedrale dello Spirito Santo.
Il territorio si estende su una superficie di 13.664 km² ed è suddiviso in 47 parrocchie, raggruppate in 9 decanati: Catedral, Cianorte, Douradina, Indianópolis, Iporã, Nova Olímpia, Pérola, São Francisco de Assis, Tapejara.

## Storia
La diocesi è stata eretta il 26 maggio 1973 con la bolla Apostolico officio di papa Paolo VI, ricavandone il territorio dalla diocesi di Campo Mourão.
Originariamente suffraganea dell'arcidiocesi di Londrina, il 16 ottobre 1979 è entrata a far parte della provincia ecclesiastica dell'arcidiocesi di Maringá.

## Cronotassi dei vescovi
Si omettono i periodi di sede vacante non superiori ai 2 anni o non storicamente accertati.
- José Maria Maimone, S.A.C. (12 giugno 1973 - 8 maggio 2002 dimesso)[1]
- Vicente Costa (9 ottobre 2002 - 30 dicembre 2009 nominato vescovo di Jundiaí)
- João Mamede Filho, O.F.M.Conv., dal 24 novembre 2010

## Statistiche
La diocesi nel 2022 su una popolazione di 423.000 persone contava 324.000 battezzati, corrispondenti al 76,6% del totale.
| anno | popolazione | popolazione | popolazione | presbiteri | presbiteri | presbiteri | presbiteri                | diaconi | religiosi | religiosi | parrocchie |
| anno | battezzati  | totale      | %           | numero     | secolari   | regolari   | battezzati per presbitero | diaconi | uomini    | donne     | parrocchie |
| ---- | ----------- | ----------- | ----------- | ---------- | ---------- | ---------- | ------------------------- | ------- | --------- | --------- | ---------- |
| 1976 | 540.000     | 635.000     | 85,0        | 50         | 9          | 41         | 10.800                    |         | 41        | 39        | 29         |
| 1980 | 849.000     | 951.000     | 89,3        | 46         | 6          | 40         | 18.456                    |         | 40        | 49        | 33         |
| 1990 | 400.000     | 503.200     | 79,5        | 47         | 20         | 27         | 8.510                     |         | 27        | 73        | 35         |
| 1999 | 275.637     | 347.515     | 79,3        | 54         | 31         | 23         | 5.104                     |         | 23        | 58        | 37         |
| 2000 | 276.000     | 367.500     | 75,1        | 53         | 29         | 24         | 5.207                     |         | 30        | 57        | 37         |
| 2001 | 265.000     | 360.000     | 73,6        | 66         | 39         | 27         | 4.015                     |         | 29        | 57        | 37         |
| 2002 | 270.000     | 360.000     | 75,0        | 59         | 41         | 18         | 4.576                     |         | 20        | 56        | 34         |
| 2003 | 271.000     | 365.000     | 74,2        | 58         | 42         | 16         | 4.672                     | 6       | 32        | 55        | 38         |
| 2004 | 296.014     | 364.536     | 81,2        | 56         | 39         | 17         | 5.285                     | 6       | 20        | 60        | 39         |
| 2010 | 319.000     | 417.000     | 76,5        | 63         | 46         | 17         | 5.063                     | 16      | 19        | 52        | 41         |
| 2014 | 335.000     | 437.000     | 76,7        | 64         | 43         | 21         | 5.234                     | 25      | 22        | 38        | 44         |
| 2017 | 343.945     | 447.830     | 76,8        | 65         | 47         | 18         | 5.291                     | 24      | 18        | 30        | 45         |
| 2020 | 319.300     | 417.200     | 76,5        | 68         | 55         | 13         | 4.695                     | 65      | 13        | 32        | 46         |
| 2022 | 324.000     | 423.000     | 76,6        | 76         | 61         | 15         | 4.263                     | 61      | 15        | 36        | 47         |

## Fonte
- Annuario pontificio del 2023 e precedenti, in (EN) David Cheney, Diocesi di Umuarama, su Catholic-Hierarchy.org.
- (PT)  Sito ufficiale della diocesi
- (EN) Diocesi di Umuarama, su GCatholic.org.
- (LA)  Bolla Apostolico officio, AAS 65 (1973), p. 422